# Skalní kresby ve Val Camonica
Skalní kresby v údolí Val Camonica (provincie Brescia, Itálie) představují největší sbírku pravěkých petroglyfů na světě. Sbírka se v roce 1979 stala první italskou památkou na seznamu Světového dědictví UNESCO. Tato organizace tehdy vybavila ochranou více než 140 000 vyrytých symbolů, ale pozdější objevy zvýšily počet katalogizovaných obrazců až na 300 000. Vznikaly v průběhu 8000 let. Nejstarší jsou datovány do 8.-6. tisíciletí př. n. l. (pozdní paleolit). Objevitelem pravěké galerie byl roku 1909 bretaňský geograf Walter Laeng. Chronologii skalních rytin vypracoval v 60. letech 20. století archeolog Emmanuel Anati. Většina kreseb je vyryta na ledovcových erozních plochách, jež vznikly po ústupu posledního ledovce, jímž bylo údolí před 15 000 lety vytvořeno. Údolí bylo nazváno podle národa Kamunů, který žil v této oblasti v době železné, jemuž však lze připsat jen část kreseb. Velkou část rytin tvoří jednoduché geometricko-symbolické obrazce neznámého významu, odhaleny byly ale i různě stylizované postavy lidí či zvířat. Velkoformátové obrazy zvířat patří podle odborníků k nejstarším petroglyfům v místě, lze je spatřit například v obci Dafo Boario Terme. Později vytvořeným obrazcům badatelé přisuzují náboženský význam. Zaznamenán je také technologický pokrok komunit, objev kola či zpracování kovů. Některé jsou ale také oblíbeným předmětem spekulací paleoastronautů, zvláště ty, na nichž antropomorfní postavy mají různé záhadné doplňky, které připomínají například helmy či skafandry. Záhadologové také věří, že některé symboly nejasného významu zobrazují pokročilou techniku či létající stroje. Patří mezi ně i nejznámější symbol nalezený ve Val Camonice, takzvaná Rosa camuna (camunská růže), která byla přijata jako oficiální symbol regionu Lombardie. Zneužívání obrazců má však delší tradici: ve 30. letech je nacisté (zejm. Franz Altheim) zakomponovali do své mytologie o árijské rase. Zajímavostí je, že některé kresby lidé doplnili i v době římské, ve středověku (ty mají již jasný, křesťanský význam) a dokonce i v 19. století.

## Galerie

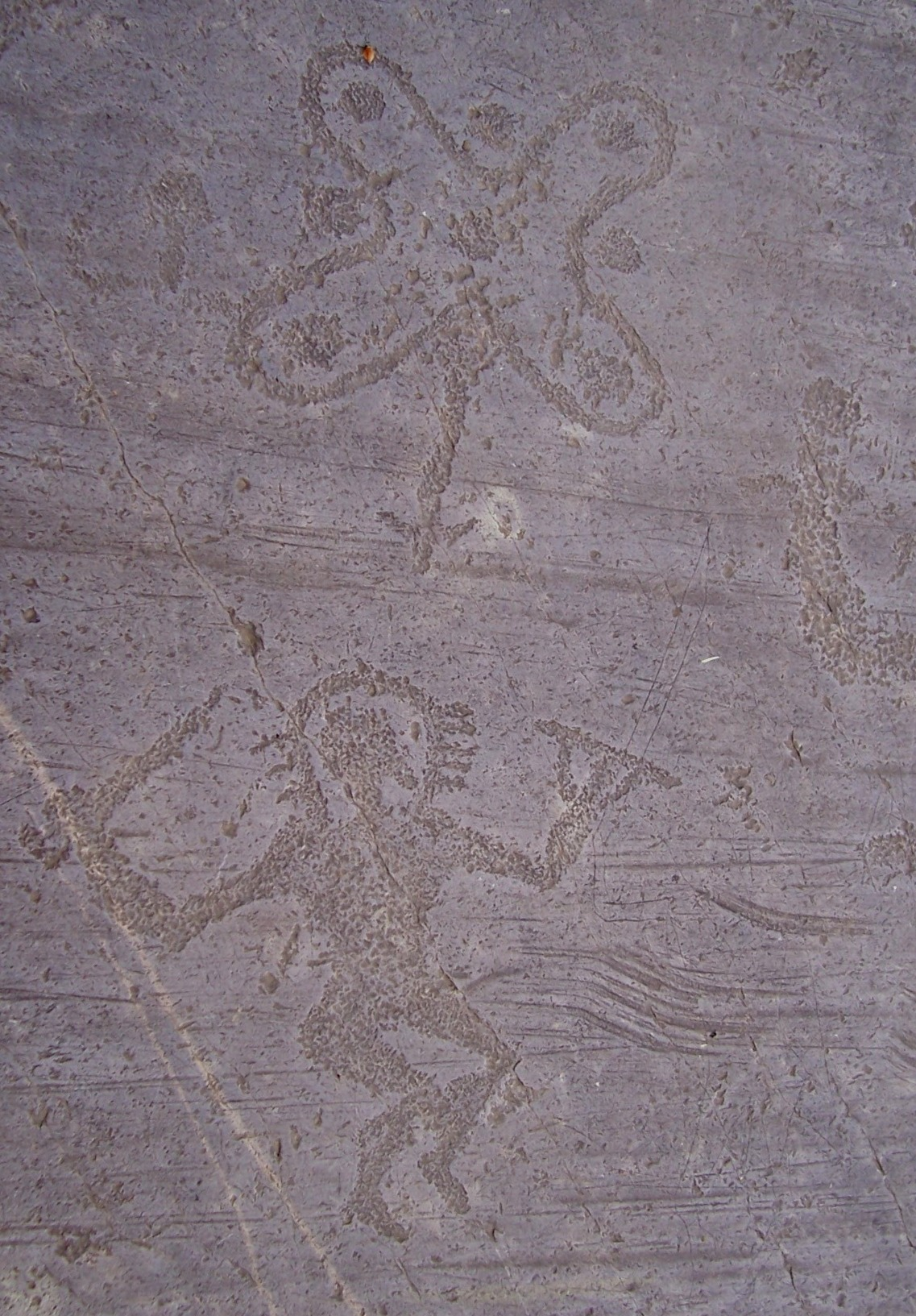
Camunská růže a její "útok" na postavu pod ní
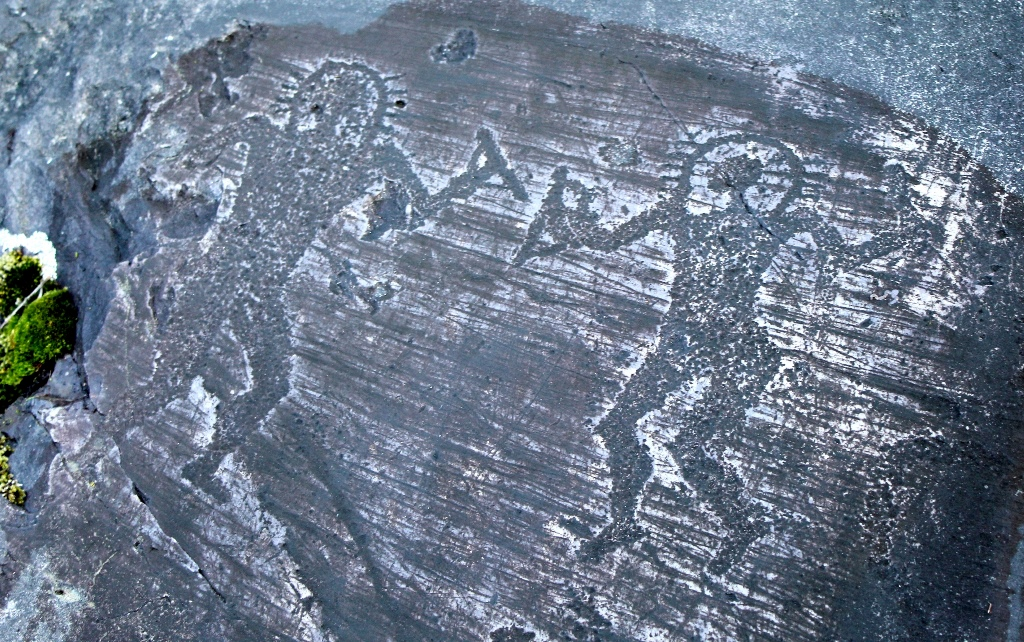
Dvojice postav s oblibou nazývaných "astronauti"
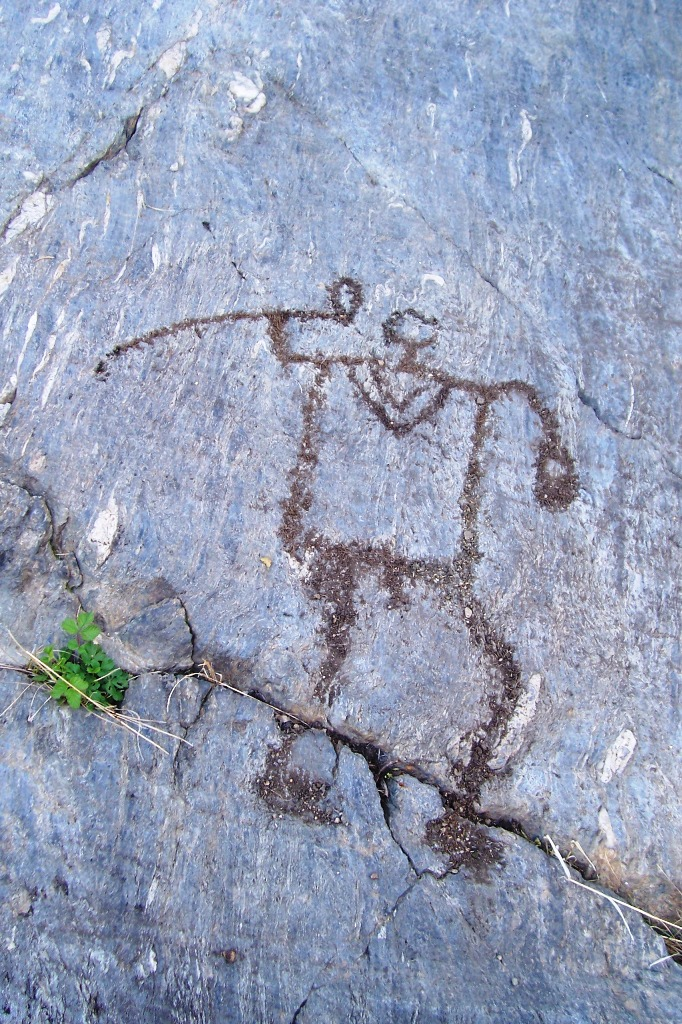
Postava nazývaná Cestovatel
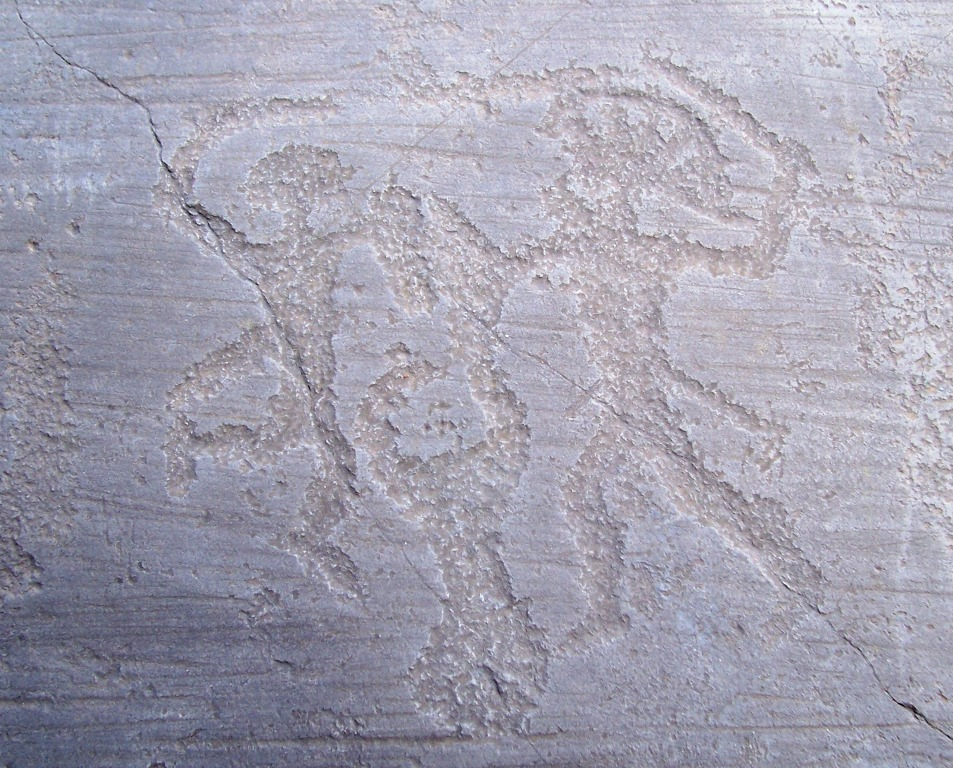
"Souboj"
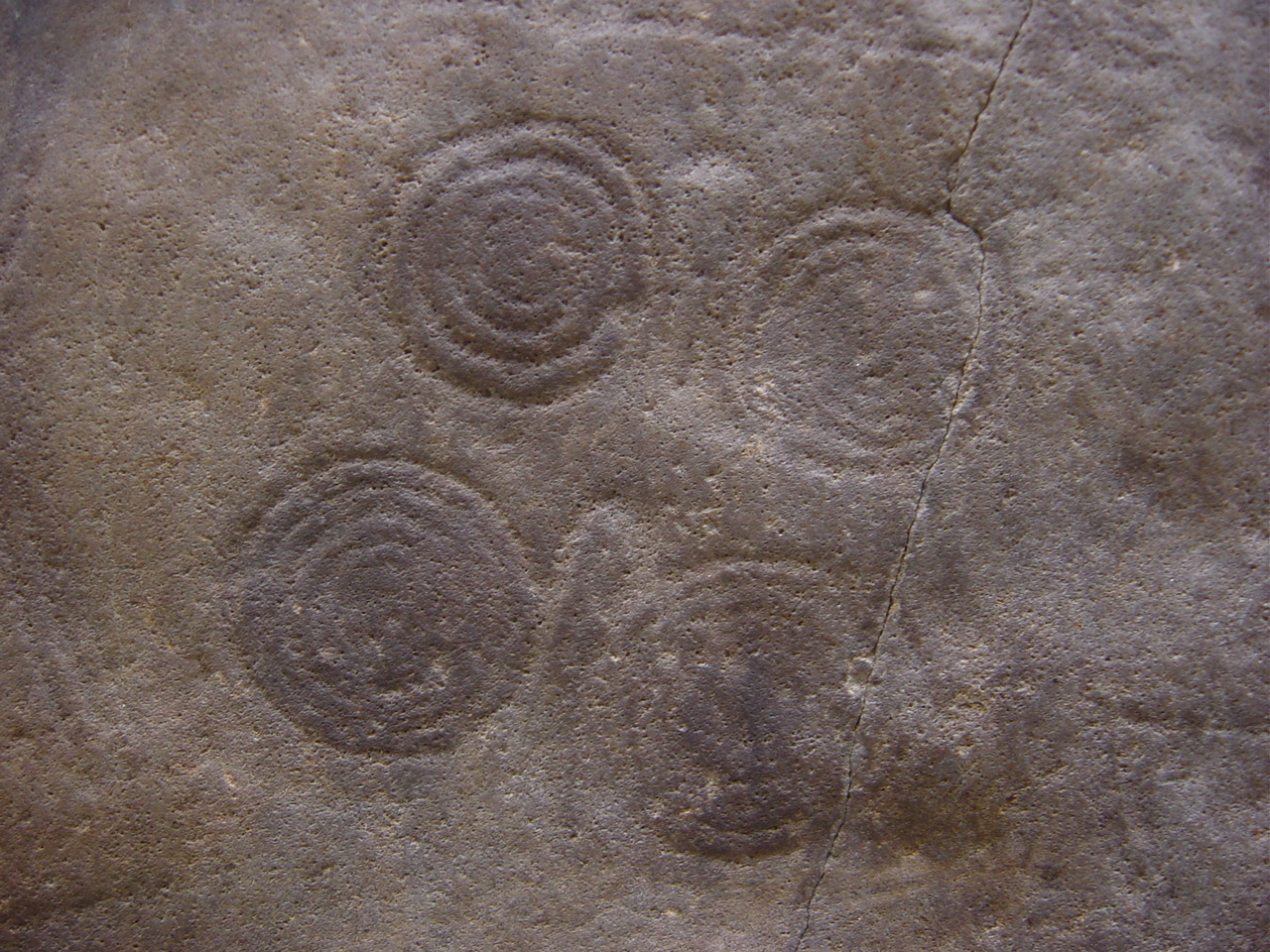
Spirály
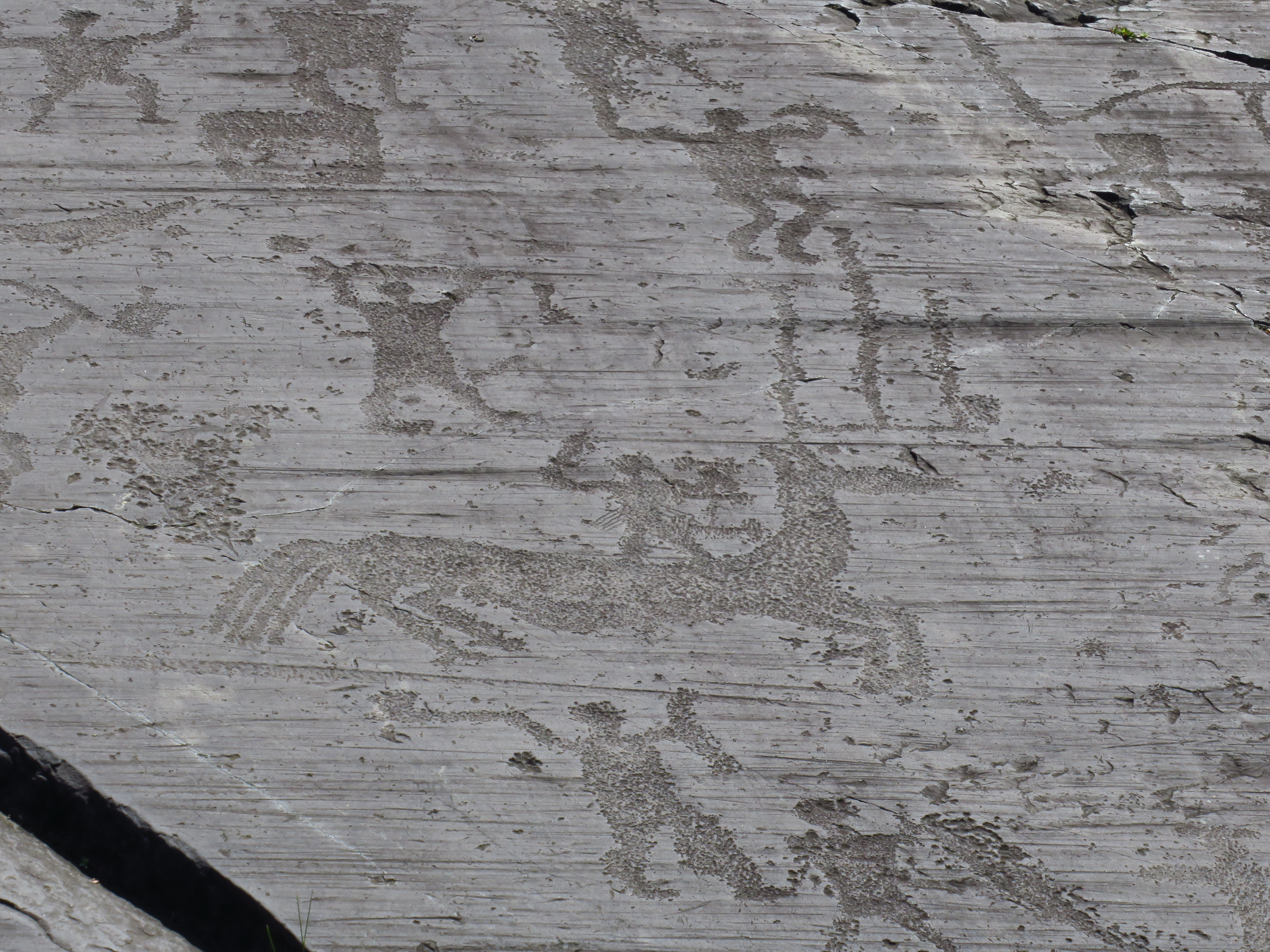
Lov
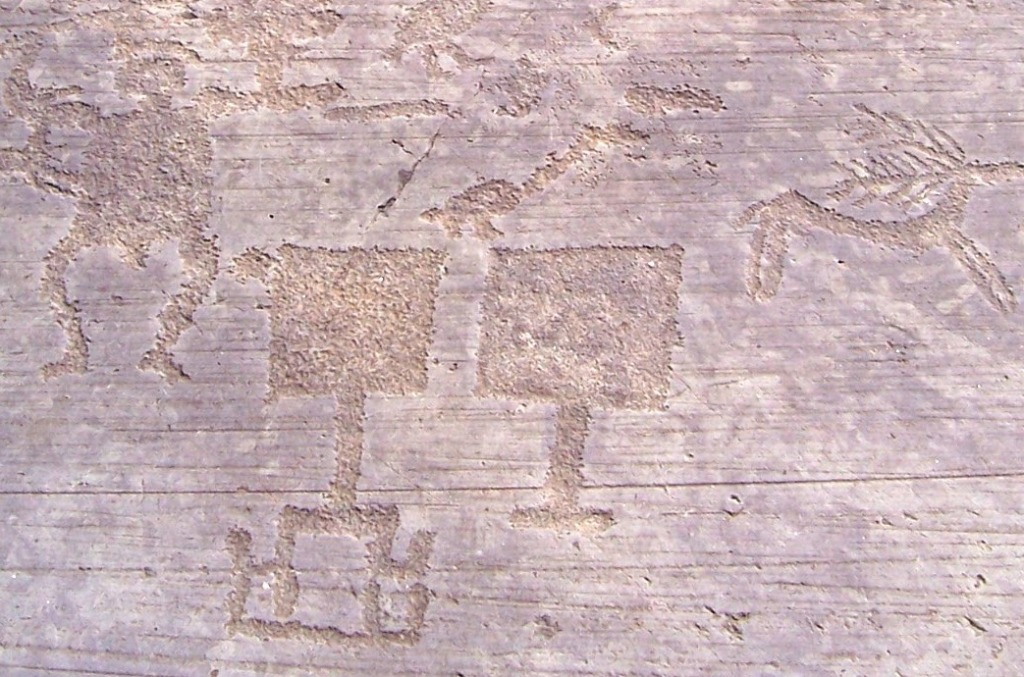
Objekty uprostřed chápou odborníci jako zemědělské nástroje
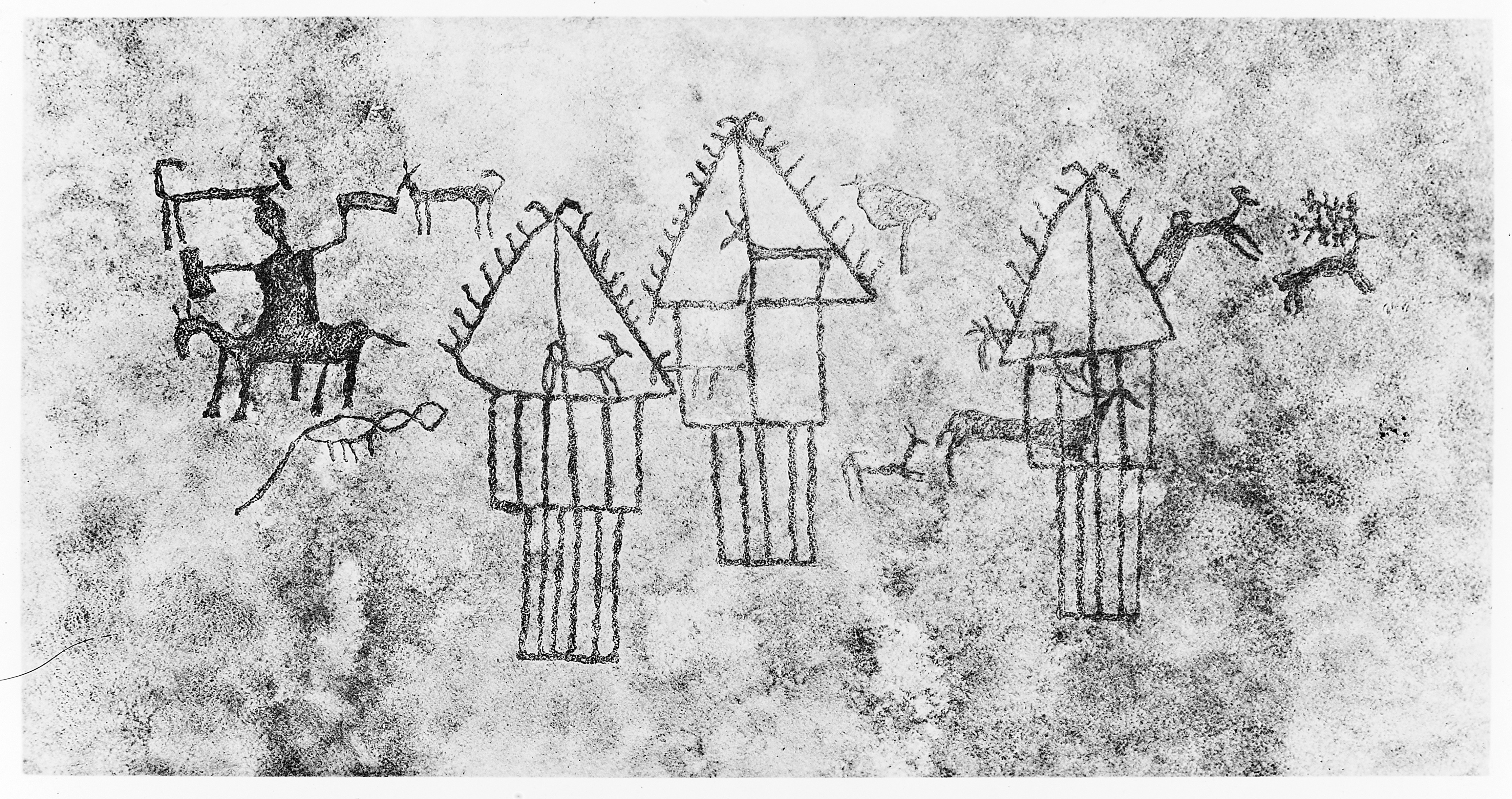
Zobrazení domů
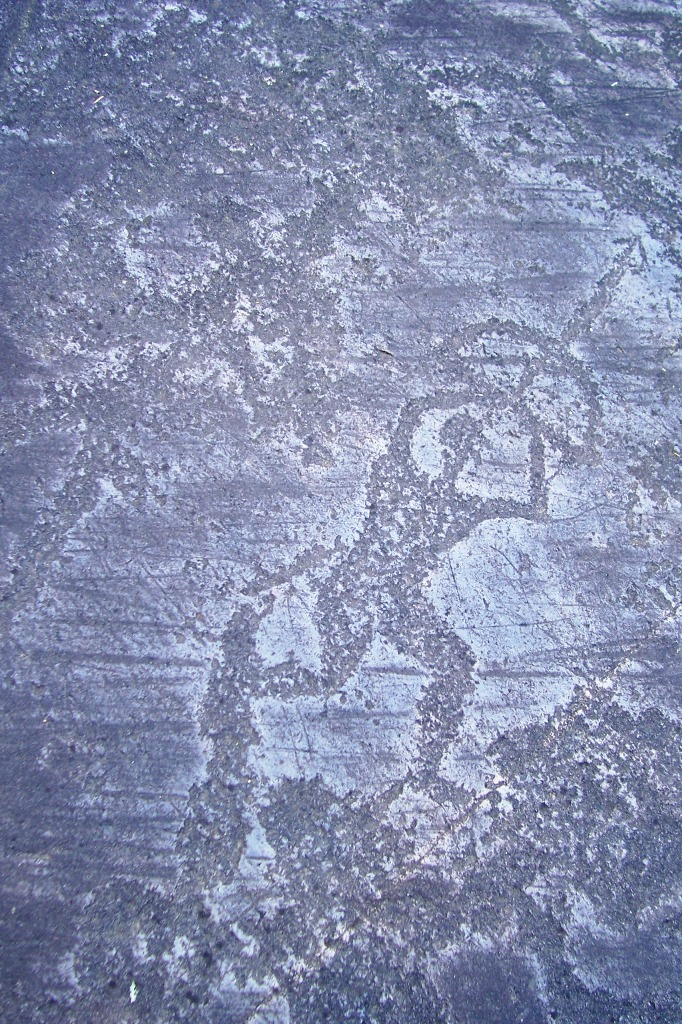
Lučištník
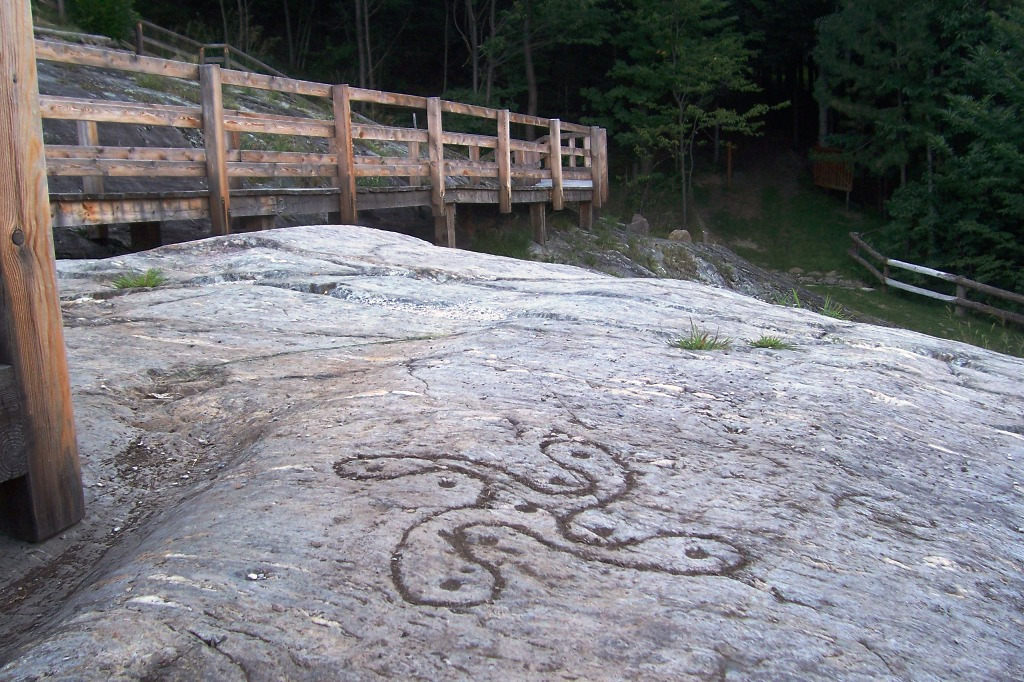
Symbol